# Els Apòstols
Els Apòstols (títol original en anglès The Apostles), op. 49, és un oratori per a solistes, cor i orquestra compost per Edward Elgar, basat en textos bíblics seleccionats i arreglats pel compositor. Va ser estrenat el 14 d'octubre de 1903, dirigida pel mateix compositor.
Elgar havia obtingut un èxit internacional amb les Variacions Enigma i The Dream of Gerontius, i va ser encoratjat per una nova demanda del Birmingham Triennial Music Festival (que també havia produït Gerontius) per compondre la gran obra que havia estat durant molt de temps contemplant. Va dir que havia estat pensant sobre el tema, i la selecció del text, des de la infància.
Originalment Elgar volia escriure una trilogia d'oratoris. Els Apòstols era el primer, el segon fou El Regne (1906), però el tercer, que hagués tractat sobre el Judici Final, mai va ser escrit. Tant Els Apòstols com El Regne, representen els deixebles de Jesús i les seves reaccions davant dels esdeveniments extraordinaris que els envolta.
L'obra, dedicada Ad majorem Dei gloriam (Per a la major glòria de Déu), està dividida en dues parts i va tenir una complexa gestació. Elgar havia planejat una obra per al Festival de Birmingham de 1900, però una malaltia li va impedir realitzar-la. Ja el 1899 havia decidit posar-li música al poema El somni de Geronci del cardenal John Henry Newman per al mateix esdeveniment, però ell va insistir en la seva idea d'una obra basada en la vida dels apòstols, i el 1903, quan li van comissionar una obra per a el festival, va reprendre el tema.
Originalment havia planejat un oratori senzill en tres parts cobrint l'elecció dels Apòstols, Jesús traït per Judes, la negació de Pere, la resurrecció, el descens de l'Esperit Sant i l'establiment de l'Església Cristiana a Jerusalem. Però de nou, un patiment el va endarrerir i va decidir tallar l'obra en la resurrecció, deixant la resta, que ja estava compost en la seva majoria, per convertir-se en El Regne.
Posteriorment va planejar un tercer oratori, provisionalment anomenat El Judici Final, per ser la continuació del Regne, però mai el va acabar. No obstant això, Els Apòstols és una obra magnífica que conté poderoses i innovadores idees musicals. Comparteix un nombre de temes amb La Llum de la Vida, potser una confirmació que aquesta era certament la culminació del treball anterior que Elgar havia planejat per al festival de 1900. L'obra també fa un extens ús dels leitmotiv. August J. Jaeger, amic d'Elgar, en va identificar 92, portant a inevitables comparacions amb Richard Wagner. Això, la longitud de l'obra, el sentit contemplatiu de les seccions de l'oratori, la menor unitat dramàtica del llibret, la càrrega financera de sis solistes, en definitiva impedeixen que l'obra obtingui l'estatus del Somni de Geronci.
Però l'obra mereix un reconeixement més gran. Alguns crítics consideren que Els Apòstols inclou música més fina que Geronci, i la consideren com el pinacle dels èxits musicals d'Elgar. El dramàtic ús del xofar (una antiga trompeta ritual jueva) i la bellesa del cor místic són només dos dels moments culminants de l'obra. Però sobretot, pocs seran els qui no es commoguin amb els últims deu minuts de l'oratori relacionats amb la resurrecció, un dels finals més commovedors de tot el repertori clàssic.